# Viktor Bout
Pour les articles homonymes, voir Bout.
 Viktor Anatolievitch Bout (en russe : Виктор Анатольевич Бут), né le 13 janvier 1967 à Douchanbé, au Tadjikistan (à l'époque république fédérée de l'URSS), est l’un des plus influents et importants trafiquants d'armes au monde. Il est spécialisé dans la vente d'armes dans des pays sous embargo de l'ONU. Certains médias l'ont surnommé le « marchand de mort » et « seigneur de guerre ».
Arrêté en 2008 en Thaïlande, il est extradé aux États-Unis et condamné le 5 avril 2012 à 25 ans de réclusion criminelle puis incarcéré au centre pénitentiaire fédéral de Marion (en), en Illinois. Le 8 décembre 2022, il est libéré dans le cadre d'un échange de prisonniers avec  la Russie, contre la basketteuse américaine Brittney Griner.

## Biographie

### Origines
Les origines de Viktor Bout ne sont pas claires. Des documents de l'Organisation des Nations unies et Viktor Bout lui-même indiquent que son lieu de naissance est Douchanbé, en République socialiste soviétique du Tadjikistan, en URSS (aujourd'hui capitale du Tadjikistan), et que sa date de naissance est très probablement le 13 janvier 1967, bien que plusieurs autres dates soient possibles,,,,,. Il a un frère aîné nommé Sergei Bout,.
D'origine ukrainienne (selon les services de renseignement sud-africains et le British Foreign Affairs Select Committee), Viktor Bout devient un citoyen russe après la dislocation de l'URSS en 1991,,. Selon le Conseil de sécurité des Nations unies sur le Liberia, il détient au moins quatre passeports,.

### Officier polyglotte dans l'Armée soviétique
Ancien élève de l'Institut militaire des langues étrangères de Moscou (qui forme les officiers du GRU, le renseignement militaire soviétique), il travaille ensuite comme officier dans l'aviation russe, comme interprète. Viktor Bout parle russe, farsi, anglais, français, allemand, portugais, espagnol, xhosa, zoulou et espéranto. En 1987, il participe pendant plusieurs semaines à une opération de maintien de la paix en Angola,. Il passe ensuite deux ans au Mozambique. Militaire à Vitebsk (Biélorussie) lors de l'effondrement de l'URSS et de la dissolution de son unité en 1991, il se reconvertit à vingt-quatre ans dans le trafic d'armes. Il profite, après la chute du mur de Berlin, des offres à bas prix des armes soviétiques dans des bases militaires livrées à elles-mêmes.

### Trafiquant
Bout se fait remarquer sur la scène internationale lorsqu'il s'avère qu'il fournit illégalement des armes à de nombreux protagonistes en Afrique dans les années 1990, notamment au Liberia, en Sierra Leone, au Rwanda, en Angola, en République démocratique du Congo (où il procure un avion à Mobutu Sese Seko pour lui permettre de fuir, en 1997), en Afghanistan, en Colombie, au Sri Lanka et aux Philippines. Il fournit des armes au régime déchu de Charles Taylor au Liberia entre 1989 et 2003, période pendant laquelle les forces de Taylor et ses rivaux ont exploité illégalement le bois et les minéraux du pays pour acheter les armes de Bout.
Il est fortement soupçonné d'avoir violé l'embargo sur les armes au Soudan (guerre du Darfour). Pendant la guerre civile angolaise, Viktor Bout approvisionne l'UNITA, mais aussi l’armée gouvernementale en mines anti-personnel puis en équipement de déminage. En Afghanistan, après avoir approvisionné l’Alliance du Nord[réf. nécessaire], il fournit les talibans en armes. Ses avions immatriculés dans des pays africains ont aussi servi au déploiement de l'armée française au Rwanda en 1994. Selon le journaliste d’investigation Alain Astaud, Bout a transporté en février 2003 du matériel de déminage pour l’ONG britannique HALO Trust.
En raison de ses considérables capacités logistiques, Bout a été prestataire de services pour le transport d'hommes et de matériels de l’ONU en Somalie en 1993 (opération Restore Hope), puis en 1994 lors de l'opération Turquoise au Rwanda, afin d'acheminer 2 500 soldats français et leur matériel en temps voulu,. Il fournit également des moyens de transport au PAM et à certaines ONG après le tsunami de 2006, ainsi qu'aux États-Unis dans le cadre des guerres en Afghanistan (jusqu'à fin 2005) et en Irak (plusieurs centaines de vols jusqu'en mars 2005, également affrétés par l’état-major britannique, selon le journaliste Jean-Michel Vernochet), ainsi que pour les firmes KBR, Halliburton et FedEx en Irak). Il a également collaboré avec l'ONU et le Programme alimentaire mondial.

### Organisation
À la fin de la guerre froide, il récupère de nombreux pilotes et une soixantaine d'appareils (Antonov, Iliouchine, hélicoptères) en Europe de l’Est. En quelques années, Viktor Bout devient propriétaire ou utilise plusieurs compagnies aériennes pour transporter des armes, comme Air Cess (basée à Charjah, aux Émirats arabes unis), Aerocom, TransAvia et Centrafrican Airlines, ainsi que des avions immatriculés en Belgique, au Kazakhstan, et dans de nombreux pays d’Afrique (Eswatini, Liberia, République centrafricaine, Guinée équatoriale). À l’apogée de ses activités, il aurait eu à sa disposition une soixantaine d’avions, soit la plus grande flotte privée au monde. Grâce à ses contacts, il assure l’acquisition d’armes dans les stocks de l’ancien bloc de l’Est (Moldavie, Ukraine, Bulgarie), assurant sans intermédiaire leur livraison à ses commanditaires. Jusqu'à 300 personnes auraient travaillé pour lui, 1000 selon d'autres sources. En 2005, le département du Trésor américain a déclaré que Bout contrôlait l’un des plus grands réseaux de navires au monde.
Il multiplie les sociétés-écrans, ce qui lui permet de créer dans des pays peu regardants des compagnies aériennes – parfois fictives – et de justifier les vols. Le recours à de faux certificats d’utilisation finale ou des changements de destination en cours de vol permet d’acheminer les armes. De plus, ses compagnies aériennes transportent également des marchandises licites, notamment des poulets surgelés et des fleurs.
Viktor Bout s'est toujours défini comme un simple homme d'affaires. Dans plusieurs interviews, il déclare n'avoir jamais eu de contacts avec les Talibans ou Al-Qaida. Il fait l’objet de deux tentatives de meurtres en 1998.

### Arrestation en Thaïlande, incarcération aux États-Unis, libération
Faisant l'objet de sanctions de la part de l'Organisation des Nations unies et d'un mandat d'arrêt international, il se réfugie en 2001 à Moscou, où il échappe aux tentatives d’arrestation grâce à ses cinq passeports, ses différentes identités et de puissants appuis que dénoncent les enquêteurs belges.
À partir de 2002, une plainte est déposée par la Belgique pour le blanchiment de 325 millions de dollars, Viktor Bout est recherché par Interpol. Lors du dépôt d’une demande de sanction au conseil de sécurité des Nations unies contre les trafiquants d’armes, la France le mentionne nommément, mais les États-Unis le font retirer ; il en est de même en 2004 lors d’une résolution française contre Charles Taylor. En juillet 2004, le président américain George W. Bush émet un décret gelant les avoirs de Bout, de Taylor, des proches de Taylor et de certains membres du gouvernement libérien.
Le 6 mars 2008, Viktor Bout est arrêté à Bangkok, en Thaïlande, par des agents de la Drug Enforcement Administration qui le soupçonnent d'avoir voulu vendre des missiles sol-air et des lance-roquettes antichars aux Forces armées révolutionnaires de Colombie (FARC),. En collaboration avec les polices roumaine, danoise et des Antilles néerlandaises, les agents américains s’étaient fait passer pour des représentants des FARC afin de duper et confondre Victor Bout, avant de l'arrêter.
Le département de la Justice des États-Unis souhaite l’inculper pour terrorisme car les FARC sont considérés comme un mouvement terroriste aux États-Unis. Le procureur en chef du Tribunal spécial pour la Sierra Leone demande un procès sur l’action de Viktor Bout en Afrique.
En août 2009, en première instance, un tribunal thaïlandais refuse l'extradition de Viktor Bout vers les États-Unis afin qu'il soit jugé pour trafic d'armes avec les FARC et complot envers des ressortissants américains, mais la cour d'appel autorise son extradition le 20 août 2010. L'extradition a lieu le 16 novembre suivant. La Russie, qui réclame sa libération, juge cette extradition illégale.
Bout est condamné par un jury de Manhattan le 2 novembre 2011.
Le 5 avril 2012, un juge fédéral de New York le condamne à vingt-cinq ans de prison et à une amende de 15 millions de dollars. Des accusations supplémentaires avaient été retenues contre lui — achat illégal d’avion, fraude électronique et blanchiment d’argent —, mais Viktor Bout n’a jamais été condamné pour ses crimes présumés au Liberia ni pour aucun crime de guerre. Les procureurs du Tribunal spécial pour la Sierra Leone ont échoué à l’inculper, selon Stephen Rapp, un ancien procureur général de ce tribunal de l’ONU, qui évoque des difficultés à prouver l'utilisation qu'aurait été faite des armes vendues par Victor Bout.
En octobre 2022, selon CNN, les États-Unis auraient proposé un accord d’échange de prisonniers avec la Russie entraînant la libération de Viktor Bout, contre celle de Brittney Griner, une basketteuse américaine condamnée à neuf ans de prison à Moscou pour trafic de drogue, et de Paul Whelan, un ancien marine américain condamné à seize ans de prison pour espionnage. L'éventualité de sa libération provoque de fortes inquiétudes d'ONG et militants libériens qui, au contraire, espèrent son extradition vers le Liberia (car le Liberia a un traité d’extradition avec les États-Unis depuis 1939) afin qu'il soit jugé en Afrique. Finalement, Bout est libéré le 8 décembre suivant dans le cadre d’un échange avec la basketteuse américaine Brittney Griner, sur un aéroport d’Abou Dabi,.
Il s'engage ensuite dans le parti russe ultranationaliste LDPR et soutient la politique de Vladimir Poutine, notamment l'invasion de l'Ukraine. Le parti LDPR tente sans succès d'en faire une figure politique d'importance. En septembre 2023, il est élu député du parlement régional de l’oblast d'Oulianovsk.

## Documentaires et enquêtes

### Films
- En 2009, Viktor Bout : le trafiquant qui a armé le monde, documentaire de Tom Mangold (diffusé par la BBC en Grande-Bretagne et Canal + en France).
- En 2015, Le tristement célèbre M. Bout, documentaire de Maxim Pozdorovkin et Tony Gerber (diffusé par Arte en France).

### Livres
- En 2007, Stephen Braun et Douglas Farah ont publié un livre sur Bout intitulé Merchant of Death: Money, Guns, Planes, and the Man Who Makes War Possible (Le Marchand de mort : argent, armes, avions et l’homme qui rend les guerres possibles)
- Victor Bout un pion majeur sur l'échiquier pour Washington et Moscou, collectif LIESI, éditions Delacroix.

## Dans la fiction

### Films
- Le film Le Cauchemar de Darwin (2004) s'inspire de ses activités en Afrique.
- En 2005, le personnage interprété par Nicolas Cage dans le film Lord of War est librement inspiré par Viktor Bout[41].

### Littérature
- Le roman Igla S de Gérard de Villiers (SAS no 192, 2012) évoque Viktor Bout : les services secrets russes montent une manipulation du FBI dans le but d'échanger un agent du FBI contre Viktor Bout.
- Le roman Le Piège de Bangkok de Gérard de Villiers (SAS no 180, 2009) évoque l'arrestation de Bout à Bangkok et les manœuvres des services américains pour obtenir son extradition vers les États-Unis.

### Émissions de Radio
- Patrick Pesnot, Monsieur X, « Mais qui est donc Viktor Bout ? » [audio], sur Rendez-vous avec X,France Inter,Radio France,, 13 juin 2020 (consulté le 4 septembre 2024)
- Fabrice Drouelle, « Viktor Bout, le marchand de mort » [audio], sur Affaires sensibles, France Inter, Radio France, 4 septembre 2024 (consulté le 4 septembre 2024).